# Gervanne
Die Gervanne ist ein Fluss in Frankreich, der im Département Drôme in der Region Auvergne-Rhône-Alpes verläuft. Sie entspringt im Vercors-Gebirge, südlich des Col de la Bataille, im Gemeindegebiet von Omblèze, entwässert generell Richtung Südwest bis Süd durch den Regionalen Naturpark Vercors und mündet nach rund 30 Kilometern im Gemeindegebiet von Mirabel-et-Blacons als rechter Nebenfluss in die Drôme.

## Orte am Fluss
- Omblèze
- Beaufort-sur-Gervanne
- Montclar-sur-Gervanne
- Blacons, Gemeinde Mirabel-et-Blacons

## Sehenswürdigkeiten
Schlucht Gorges d′Omblèze mit den Wasserfällen Cascade la Pissoire und Chute de la Druise